# Edith Karin

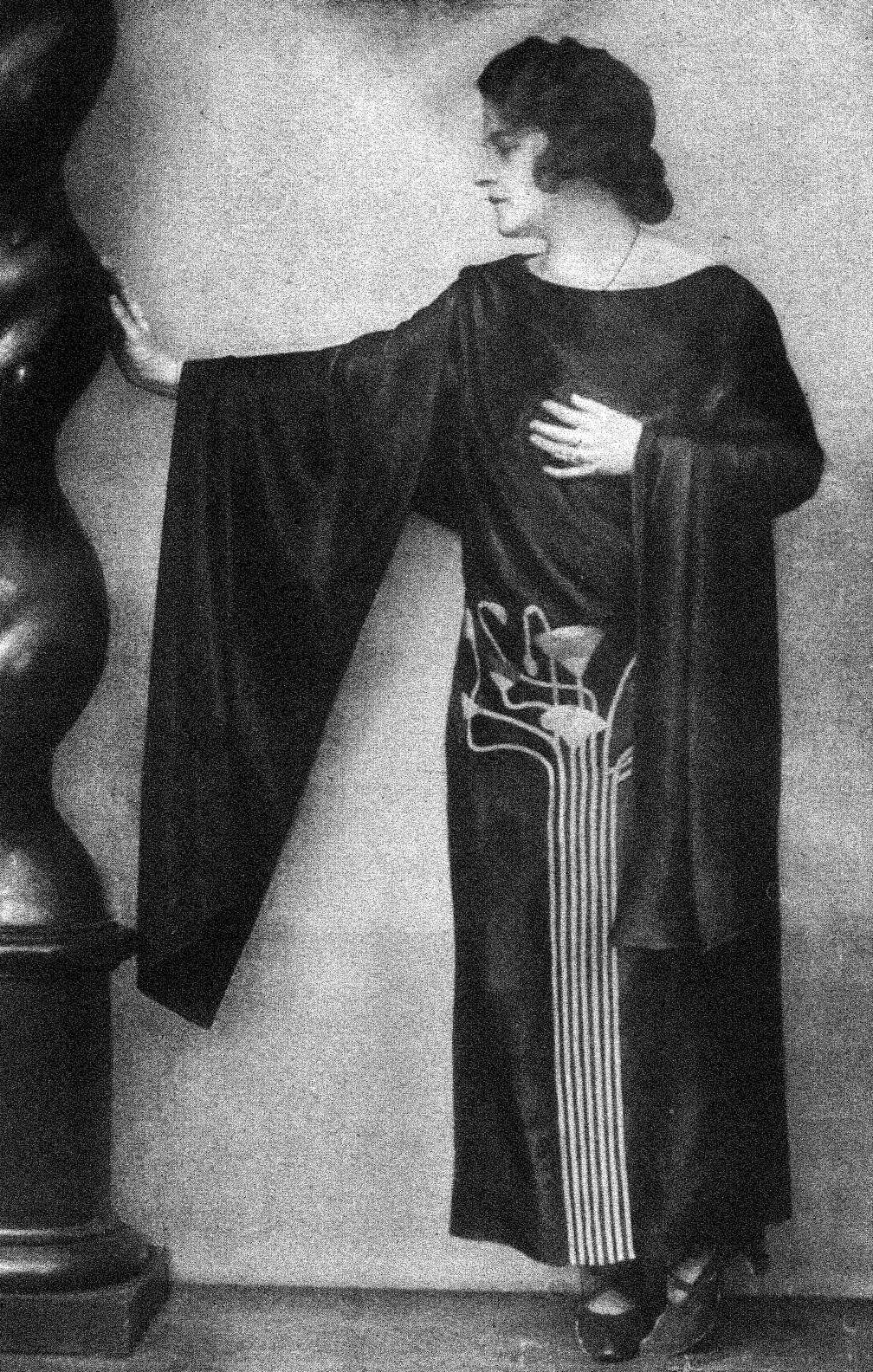
Edith Karin in einer Szene der Operette Die Dame mit dem Monokel (Atelier Becker & Maass, um 1923)

Edith Karin (* 1. April 1888 als Emmy Ida Auguste Edith Kephalides in Oppeln; † 23. April 1966 in Berlin) war eine deutsche Schauspielerin, Operettensängerin und Hörspielsprecherin.

## Leben und Wirken
Die gebürtige Oberschlesierin war eine Tochter des Versicherungsinspektors Georg Kephalides und seiner Frau Clara, geb. Bulla. Im Anschluss an eine entsprechende Schauspiel- und Gesangsausbildung war sie unter dem Künstlernamen Edith Karin lange Zeit an den bekannten Berliner Operettenbühnen Metropol-Theater und Theater des Westens engagiert. Von 1926 an konnte man sie auch als Sprecherin in einigen Hörspielproduktionen hören.
Ab dem Jahr 1930 wirkte sie zunächst in einigen Musik- und Operettenverfilmungen mit. Darunter befanden sich 1930 Ich glaub nie mehr an eine Frau von Max Reichmann mit Richard Tauber, Paul Hörbiger und Werner Fuetterer, 1932 Gräfin Mariza unter der Regie von Richard Oswald mit Dorothea Wieck, Hubert Marischka und Charlotte Ander und 1933 Ein Lied geht um die Welt wiederum von Richard Oswald mit Joseph Schmidt und Viktor de Kowa. Edith Karin war darüber hinaus 1931 auch in der Filmadaption von Carl Zuckmayers Theaterstück Der Hauptmann von Köpenick in einer Sprechrolle zu sehen.
Nach Ende des Zweiten Weltkriegs sind noch zwei Auftritte in Spielfilmen verzeichnet: 1950 in Eine Nacht im Séparée von Hans Deppe mit Kurt Seifert, Olga Tschechowa und Sonja Ziemann und 1951 in Johannes und die 13 Schönheitsköniginnen. In späteren Jahren sind dann keine weiteren beruflichen Tätigkeiten Edith Karins mehr dokumentiert. Sie starb 1966 in Berlin-Wilmersdorf.
Edith Karin war von 1919 bis zur Scheidung 1930 mit dem Kapellmeister und Theaterdirektor Paul Weiner verheiratet.

## Filmografie
- 1930: Ich glaub nie mehr an eine Frau
- 1930: Das lockende Ziel
- 1931: Der Hauptmann von Köpenick
- 1932: Gräfin Mariza
- 1933: Ein Lied geht um die Welt
- 1935: Der Traum vom großen Los (Kurzfilm)
- 1950: Eine Nacht im Séparée
- 1951: Johannes und die 13 Schönheitsköniginnen

## Hörspiele (Auswahl)
- 1926: Kurt Kraatz, Georg Okonkowski: Polnische Wirtschaft. Posse mit Gesang in 3 Akten (Marga Hegewaldt) – Regie: Alfred Braun (Sendespiel (Hörspielbearbeitung) – Funk-Stunde Berlin)
- 1927: Willy Walzer: Goldschmieds Töchterlein. Volksstück mit Gesang in drei Aufzügen (Helene von Wydheim, geb. Burgstaller) – Regie: Viktor Heinz Fuchs (Sendespiel (Hörspielbearbeitung) – Schlesische Funkstunde)
- 1927: Julius Freund, Wilhelm Mannstädt: Eine tolle Nacht. Posse mit Gesang und Tanz in fünf Bildern (Therese, Florin Piepers Frau) – Regie: Alfred Braun (Sendespiel (Hörspielbearbeitung) – Funk-Stunde Berlin)
- 1928: Friedrich Bischoff, F. J. Engel: Umbruch Eine Zeitungsangelegenheit in sechs Rotationen – Regie: Franz Marszalek (Original-Hörspiel – Schlesische Funkstunde) (2 Ausstrahlungen, ohne Aufzeichnungen)
- 1951: Walter Jensen, Lutz Neuhaus: Zwei im Zwielicht (Eine Frau) – Bearbeitung und Regie: Rolf von Goth (Hörspiel – NWDR)